# Hospital dos Marmeleiros
O Hospital dos Marmeleiros é um hospital público na freguesia do Monte, no Funchal, ilha da Madeira, Portugal. Este, juntamente com o Hospital Dr. Nélio Mendonça, forma o Hospital Central do Funchal e integra o Serviço Regional de Saúde, EPE.
O Hospital da Santa Casa da Misericórdia do Funchal, começou a ser conhecido pelo nome de Hospital dos Marmeleiros desde o ano de 1931. Nessa altura os diversos serviços hospitalares passaram a ser desempenhados na nova e ampla casa existente no sítio dos Marmeleiros da freguesia de Nossa Senhora do Monte.

## História
Os Terrenos do Hospital dos Marmeleiros foram adquiridos durante a Primeira Guerra Mundial com o objectivo de construir um sanatório para a população local. A contrapartida consistia na abolição de taxas financeiras na construção de hotéis, sanatórios etc. Tal situação gerou um conflito diplomático com os aliados ingleses, pois estes também reclamaram estas regalias. Face a esta situação o governo português decidiu não avançar com a sua construção, interrompendo assim a conclusão do Hospital dos Marmeleiros.
O edifício dos Marmeleiros permaneceu ali ao mais completo abandono e exposto a toadas as intempéries, até que o governo português o cedeu à Santa Casa da Misericórdia do Funchal, para a instalação do seu hospital, sendo para ali transferidos os primeiros doentes em novembro de 1930. O edifício foi concluído, tornando-se assim numa das primeiras casas hospitalares do país.

Com o passar dos anos, as instalações hospitalares foram tornando-se insuficientes para o número crescente de doentes, impondo-se urgentemente a ampliação do edifício. A inauguração das novas instalações teve lugar no dia 10 de Agosto de 1940.